# Scheckbuchjournalismus
Scheckbuchjournalismus ist ein journalistisches Genre, bei dem Informanten für bestimmte, meist brisante Informationen bezahlt werden.

## Kritik
Der Scheckbuchjournalismus ist innerhalb der Medienbranche äußerst umstritten. Dies hat zum einen damit zu tun, dass nach Einschätzung von Beobachtern durch die Zahlung von Geld für Exklusivinformationen eine Art Zweiklassengesellschaft im Journalismus entsteht: „Wer kapitalstark ist, kann sich die besten Informationen einfach zusammenkaufen. Die kleineren und weniger potenten Mitbewerber um die Nachricht bleiben hingegen auf der Strecke.“
Die direkte Entlohnung eines Informanten wird aber auch aus ethischen Gründen von einigen Medienschaffenden abgelehnt. So kritisiert beispielsweise der Redaktionsberater Christian Sauer: „Die Öffentlichkeit vollständig und kritisch über relevante Themen zu informieren, das ist eine vom Grundgesetz geschützte Aufgabe. Informanten zu bezahlen, das macht den demokratiewichtigen Akt der Recherche zum kaufmännischen Akt.“
Unter bestimmten Umständen wird die Zahlung von Honoraren an Informanten jedoch gemeinhin akzeptiert – und zwar dann, wenn ein überragendes öffentliches Interesse an der Information besteht.

## Prominente Fälle
Ein prominentes Beispiel für misslungenen Scheckbuchjournalismus ist der Skandal um die sogenannten Hitler-Tagebücher, die von der Zeitschrift Stern im Jahr 1983 veröffentlicht wurden. Das Nachrichtenmagazin hatte für die vermeintlichen Tagebücher Hitlers, welche sich später als Fälschungen entpuppten, über 9 Millionen Deutsche Mark bezahlt. Auch der Spiegel erlebte 1986 ein Fiasko, als er für ein gefälschtes Telegramm, das den österreichischen Bundespräsidenten Kurt Waldheim offensichtlich diskreditierte, 50.000 Deutsche Mark zahlte.
Der Kauf von Unterlagen durch den Spiegel, der dazu beitrug, die Affäre um das deutsche Wohnungsunternehmen Neue Heimat aufzudecken, wird hingegen von dem Investigativjournalisten Hans Leyendecker, der damals selbst für das Nachrichtenmagazin gearbeitet hatte, als „eine Sternstunde des Informationsauftrags, den Medien haben“ bewertet, da er der Aufklärung diente.